# Кавказское бюро ЦК РКП(б)
Кавка́зское бюро́ ЦК РКП(б) (Кавбюро ЦК РКП[б]) — орган, представлявший Центральный Комитет Российской коммунистической партии (большевиков) в Кавказском регионе.
До июля 1920 года местом пребывания Кавказского бюро был Пятигорск, до конца октября — Армавир, с начала ноября 1920 по март 1921 года — Ростов-на-Дону, затем Тифлис.

## История
Кавказское бюро было создано Постановлением Пленума ЦК РКП(б) от 8 апреля 1920 года.
Оно сменило Кавказский краевой комитет РКП(б), хотя образование Кавбюро вовсе не означало упразднения Кавказского краевого комитета. Смена Кавказского краевого комитета Кавказским бюро произошла позже. Документы свидетельствуют, что и после 8 апреля Кавказский краевой комитет продолжал свою деятельность по руководству кавказскими партийными организациями параллельно с Кавбюро. Кавказский краевой комитет по решению ЦК РКП(б) объявил о прекращении своей деятельности 20 мая. Решение Кавказского краевого комитета было утверждено Политбюро ЦК РКП(б) 25 мая.
В отличие от Кавказского краевого комитета, который являлся региональным руководящим органом местных партийных организаций, Кавказское бюро являлось областным полномочным органом общероссийского партийного центра. Его деятельностью руководили ЦК РКП(б) и лично Ленин.
Председателем Кавбюро был назначен Григорий Орджоникидзе, его заместителем — Сергей Киров.
В июне 1920 года в составе Кавказского бюро были созданы две тройки: Бакинская во главе с Серго Орджоникидзе и Армавирская (с октября — Ростовская) во главе c А. Г. Белобородовым. В ведении этих троек находились партийные организации Дона и Северного Кавказа.
В октябре Политбюро ЦК РКП(б) под председательством В. И. Ленина обсудило вопрос «О задачах РКП(б) в местностях, населённых восточными народами». Было принято постановление, проект которого был написан В. И. Лениным: «Признать необходимым проведение в жизнь автономии, в соответствующих конкретным условиям формах, для тех восточных национальностей, которые не имеют еще автономных учреждений». 27 октября во Владикавказе пленум Кавбюро обсудил вопрос «о горской автономии». Основываясь на данном постановлении Политбюро ЦК РКП(б), пленум Кавбюро счёл «своевременным образование Терской и Дагестанской горских Советских республик типа Башкирской Советской республики».
На прошедшем в феврале 1922 года I съезде коммунистических организаций Закавказья Кавбюро было заменено выборным Закавказским краевым комитетом РКП(б) (Заккрайкомом).

## Печать
На протяжении апреля — сентября 1920 года печатным органом Кавбюро была газета «Советский Кавказ», начиная с октября — «Советский Юг». В течение 1920—1922 годов издавался журнал «Известия Кавбюро ЦК РКП(б)».

## Члены Кавбюро
| Имя (годы жизни)                     | Фото | Период                      | Период                        | Дата вступления в партию                  | Национальная принадлежность | Положение в партии                      | Иные занимаемые должности |
| ------------------------------------ | ---- | --------------------------- | ----------------------------- | ----------------------------------------- | --------------------------- | --------------------------------------- | --- |
| Александр Белобородов (1891—1938)    |      | май 1920                    | март 1921                     | Был членом партии в 1907—1927 и 1930—1936 | Русский                     | Кандидат в члены ЦК РКП(б)              | Председатель Реввоенсовета Кавказской трудовой армии |
| Сергей Киров (Костриков) (1886—1934) |      |                             |                               | 1904                                      | Русский                     |                                         | |
| Филипп Махарадзе (1868—1941)         |      | 1920                        | ?                             | 1903                                      | Грузин                      |                                         | |
| Поликарп Мдивани (1877—1937)         |      | 1920                        | 1921                          | 1903                                      | Грузин                      | Председатель КП(б) Грузии               | Член Президиума Бакинского революционного комитета Уполномоченный Народного комиссариата внешней торговли РСФСР в Баку Член Реввоенсовета Персидской Красной Армии                                                                             |
| Амаяк Назаретян (1889—1937)          |      | 25 мая 1920 22 августа 1921 | 21 марта 1921 18 февраля 1922 | 1905                                      | Армянин                     |                                         | |
| Нариман Нариманов (1870—1925)        |      |                             |                               | 1905                                      | Азербайджанец               |                                         | Председатель Азербайджанского Временного Революционного Комитета (с 27.04.1920 года) Председатель Совета Народных Комиссаров Азербайджанской ССР (с 28.04.1920 года) Народный комиссар иностранных дел Азербайджанской ССР (с 28.04.1920 года) |
| М. Д. Орахелашвили (1881—1937)       |      | ноябрь 1920                 | 11 августа 1921               | 1903                                      | Грузин                      | Председатель Президиума ЦК КП(б) Грузии | |
| Григорий Орджоникидзе (1886—1937)    |      |                             |                               | 1903                                      | Грузин                      |                                         | |
| Ян Полуян (1891—1937)                |      | июнь 1920                   | март 1921                     | 1912                                      | Украинец                    |                                         | Председатель Кубано-Черноморского областного революционного комитета |
| Ивар Смилга (1892—1937)              |      |                             |                               | 1907—1927 и с 1930                        | Латыш                       |                                         | |
| Елена Стасова (1873—1966)            |      | ?                           | 1921                          | 1898 (датировка по личному мнению)        | Русская                     | Председатель Президиума ЦК АКП(б)       | |
| Юрий Фигатнер (1889—1937)            |      | декабрь 1920                | январь 1922                   | 1903                                      | Еврей                       |                                         | Председатель Кавказского бюро ВЦСПС |
| Александр Шотман (1880—1937)         |      | 1920                        | 21 марта 1921                 | 1899                                      | Ингерманландец              |                                         | |